# Ottawa International Animation Festival
Das Ottawa International Animation Festival (OIAF) ist ein Filmfestival für Animationsfilme in Ottawa.

## Geschichte
Das OIAF wurde 1976 vom Canadian Film Institute gegründet. Das Festival fand zunächst aller zwei Jahre statt. Im Jahr 1997 wurde in den Jahren, in denen das IOAF nicht stattfand, das vom OIAF ins Leben gerufene International Student Animation Festival of Ottawa (SAFO) veranstaltet, das sich an Studenten und junge Animatoren richtete. Seit 2005 wird das OIAF jährlich veranstaltet. Seither sind die Kategorien des SAFO Teil des OIAF.

## Grand-Prize-Gewinner
Der Grand Prize ist der Hauptpreis des Festivals.
- 1976: The Street – Caroline Leaf (Kanada)
- 1978: La traversée de l’Atlantique à la rame – Jean-François Laguionie (Frankreich)
- 1980: Ubu – Geoff Dunbar (Großbritannien)
- 1982: Crac – Frédéric Back (Kanada)
- 1984: Chips – Jerzy Kucia (Polen)
- 1986: The Frog, the Dog, and the Devil – Bob Stenhouse (Neuseeland)
- 1988: Der Mann, der Bäume pflanzte – Frédéric Back (Kanada)
- 1990: Hen, His Wife – Igor Kovalyov (UdSSR)
- 1992: Two Sisters – Caroline Leaf (Kanada)
- 1994: Wallace & Gromit – Die Techno-Hose – Nick Park (Großbritannien)
- 1996: Bird in the Window – Igor Kovalyov (Russland/USA)
- 1998: The Night of the Carrots – Priit Pärn (Estland)
- 2000: Ring of Fire – Andreas Hykade (Deutschland)
- 2002: Home Road Movies – Robert Bradbrook (Großbritannien)
- 2004: Ryan – Chris Landreth (Kanada)
- 2005: Milch – Igor Kovalyov (USA)
- 2006: Dreams and Desires: Family Ties – Joanna Quinn (Großbritannien)
- 2007: A Country Doctor – Kōji Yamamura (Japan)
- 2008: Chainsaw – Dennis Tupicoff (Australien)
- 2009: Bester Langfilm: Mary & Max – oder: Schrumpfen Schafe, wenn es regnet? – Adam Elliot (Australien)
- 2009: Bester Kurzfilm: Kaasündinud Kohustused (Inherent Obligations) – Rao Heidmets (Estland)
- 2010: Bester Langfilm: Goodbye Mister Christie – Phil Mulloy (UK)
- 2010: Bester Kurzfilm: The External World – David O’Reilly (Irland)
- 2011: Bester Langfilm: Dead but not Buried – Phil Mulloy (UK)
- 2011: Bester Kurzfilm: Moxie – Stephen Irwin (UK)
- 2012: Bester Langfilm: Arrugas – Ignacio Ferreras (Spanien)
- 2012: Bester Kurzfilm: Junkyard – Hisko Hulsing (Niederlande)
- 2013: Bester Langfilm: Tito on Ice – Max Andersson, Helena Ahonen (Schweden)
- 2013: Bester Kurzfilm: Lonely Bones – Rosto (Frankreich, Niederlande)
- 2014: Bester Langfilm: Seth’s Dominion – Luc Chamberland (Kanada)
- 2014: Bester Kurzfilm: Hipopotamy – Piotr Dumala (Polen)
- 2015: Bester Langfilm: Hinter der Gartenmauer – Patrick McHale (USA, Südkorea)
- 2016: Bester Kurzfilm: Small People with Hats – Sarina Nihei (UK)
- 2016: Bester Langfilm: Louise en hiver – Jean-François Laguionie (Frankreich, Kanada)
- 2016: Bester Kurzfilm: Mädchen sind mir lieber – Diane Obomsawin (Kanada)
- 2017: Bester Langfilm: Night is Short, Walk on Girl – Masaaki Yuasa (Japan)
- 2017: Bester Kurzfilm: Ugly – Nikita Diakur (Deutschland)
- 2018: Bester Langfilm: Welch himmlischer Kuchen! – Emma De Swaef, Marc Roels (Belgien, Frankreich, Niederlande)
- 2018: Bester Kurzfilm: Solar Walk – Réka Bucsi (Dänemark)
- 2019: Bester Langfilm: Ongaku: Our Sound – Kenji Iwaisawa (Japan)
- 2019: Bester Kurzfilm: Dont Know What – Thomas Renoldner (Österreich)
- 2020: Bester Langfilm: Kill It and Leave This Town – Mariusz Wilczynski
- 2020: Bester Kurzfilm: KKUM – Kang-min Kim
- 2021: Bester Langfilm: Bob Spit – We Do Not Like People – Cesar Cabral
- 2021: Bester Kurzfilm: Honekami  – Honami Yano
- 2022: Bester Langfilm: Dozens of Norths – Kōji Yamamura
- 2022: Bester Kurzfilm: Bird in the Peninsula  – Atsushi Wada
- 2023: Bester Langfilm: Adam change lentement (When Adam Changes) – Joël Vaudreuila
- 2023: Bester Kurzfilm: Miserable Miracle – Ryo Orikasa
- 2024: Bester Langfilm: Flow – Gints Zilbalodis
- 2024: Bester Kurzfilm: La Voix des Sirènes – Gianluigi Toccafondo